# Кристал-Маунтен (Мічиган)
Кристал-Маунтен (англ. Crystal Mountain) — переписна місцевість (CDP) в США, в окрузі Бензі штату Мічиган. Населення — 73 особи (2020).

## Географія
Кристал-Маунтен розташований за координатами 44°31′29″ пн. ш. 85°59′56″ зх. д. / 44.52472° пн. ш. 85.99889° зх. д. (44.524745, -85.998814).  За даними Бюро перепису населення США в 2010 році переписна місцевість мала площу 4,28 км², з яких 4,26 км² — суходіл та 0,02 км² — водойми.

## Демографія
Згідно з переписом 2010 року, у переписній місцевості мешкали 54 особи в 27 домогосподарствах у складі 23 родин. Густота населення становила 13 особи/км².  Було 304 помешкання (71/км²).
Расовий склад населення:
| - 98,1 % — білих |

До двох чи більше рас належало 1,9 %. Частка іспаномовних становила 0,0 % від усіх жителів.
За віковим діапазоном населення розподілялося таким чином: 5,6 % — особи молодші 18 років, 61,1 % — особи у віці 18—64 років, 33,3 % — особи у віці 65 років та старші. Медіана віку мешканця становила 62,6 року. На 100 осіб жіночої статі у переписній місцевості припадало 100,0 чоловіків;  на 100 жінок у віці від 18 років та старших — 104,0 чоловіків також старших 18 років.
Середній дохід на одне домашнє господарство  становив 113 136 доларів США (медіана — 120 000), а середній дохід на одну сім'ю — 122 659 доларів (медіана — 130 417). 
Цивільне працевлаштоване населення становило 18 осіб. Основні галузі зайнятості: освіта, охорона здоров'я та соціальна допомога — 55,6 %, науковці, спеціалісти, менеджери — 22,2 %, виробництво — 11,1 %, мистецтво, розваги та відпочинок — 11,1 %.